# 列夫·波卢加耶夫斯基
列夫·阿布拉莫维奇·波卢加耶夫斯基（俄语：Лев Абрамович Полугаевский，1934年11月20日—1995年8月30日），苏联国际象棋棋手、国际象棋特级大师。

## 生平
波卢加耶夫斯基出生于苏联莫吉廖夫（今属白俄罗斯），在古比雪夫（今名萨马拉）长大。他于10岁起开始学棋，曾师从国际大师列夫·阿罗宁。1962年，获国际棋联颁发的国际特级大师（International Grandmaster）称号。他于1962年、1970年两度在阿根廷马德普拉达象棋锦标赛中夺魁。1967年至1969年，他继续三次在苏联国际象棋锦标赛中并列第一。此外，他还曾三次入选世界冠军候选人赛。他是1960年代至80年代世界上最顶尖的棋手之一，曾于1970年、1984年两度代表苏联参加了轰动一时的苏联明星队与世界明星队之间的对抗赛，并7次代表苏联队参加国际象棋奥林匹克。
1995年8月30日，波卢加耶夫斯基在巴黎逝世，终年60岁。